# Brejo do Piauí
Brejo do Piauí là một đô thị thuộc bang Piauí, Brasil. Đô thị này có diện tích 2212,932 km², dân số năm 2007 là 3201 người, mật độ 1,45 người/km².